# Chiesa della Madonna dell'Itria (Paternò)

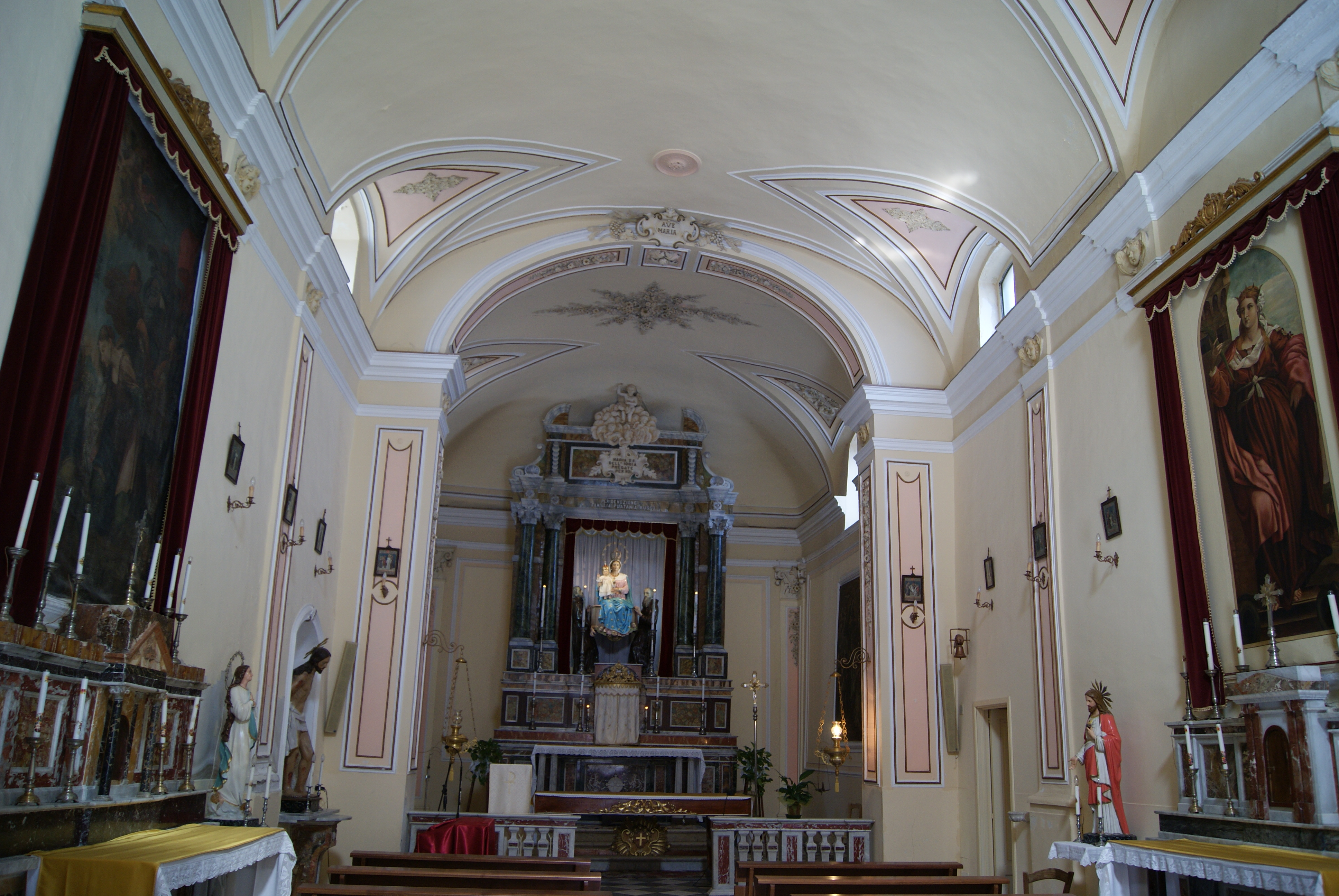
Interno della Chiesa dell'Itria

La chiesa della Madonna dell'Itria è una chiesa di Paternò, situata nell'antico quartiere Itria - Falconieri.
La chiesa fu edificata verso il XVI secolo, ma venne allestita nel 1642. Fu inizialmente una chiesa intitolata a santa Barbara, patrona della città, nonché sede dei cavalieri dell'ordine teutonico.
La semplice facciata in pietra lavica intonacata è aperta al centro da un grande portale in pietra lavica, costruito alto in tal modo da poter passare il grandioso fercolo di santa Barbara il 4 dicembre, dato che la processione fa un'importantissima tappa all'interno di questa chiesa un tempo intitolata alla Santa Patrona. L'interno è a pianta rettangolare e coperto con volta a botte. Elemento di interesse è il grandioso altare maggiore con tempietto sostenuto da colonne che ospita all'interno la statua della Madonna dell'Itria assisa su una cassa portata da due monaci basiliani. Nei due altari laterali si trovano due tele raffiguranti santa Barbara, una del Settecento che rappresenta il martirio, e l'altra che è una fedele copia della santa Barbara di Palma il Vecchio. Sul presbiterio infine sono collocate due tele secentesche provenienti dalla diruta chiesa della Mercede sul colle, dove sono rappresentate la Crocifissione e la Madonna della Mercede. 
Adiacente all'edificio religioso, funge da campanile della chiesa la torre dei Falconieri, di probabile origine medievale. Molto interessante la bicromia pietra lavica-intaglio, la cui parte sovrastante accoglie le campane, ed molto interessanti sono la merlatura ghibellina e le aperture ad arco.
Costruita in pietra lavica, ha pianta quadrangolare ed è a due livelli. Fu probabilmente un avamposto per praticare la falconeria, da cui la torre prende il nome. La torre negli anni è divenuta il simbolo stesso dell'antico quartiere.